# Paulo César Grande
Paulo César Grande (ur. 11 lutego 1958 w Rinópolis w stanie São Paulo) – brazylijski aktor telewizyjny i filmowy. 
Początkowo rozpoczął zawodową karierę jako siatkarz. Mając 24 lata trafił do dwóch telenowel Rede Bandeirantes: Mistrz (Campeão, 1982) jako Laerte z udziałem Rubensa de Falco oraz Gniazdo węża (Ninho da Serpente, 1982) jako Karl. Następnie grywał w telenowelach Rede Globo: Wojna płci (Guerra dos Sexos, 1983) jako Ronaldo,Cambalacho (1986) w roli Aramis Trancoso, Po prostu miłość (Por Amor, 1987) jako Wilson, Za wszelką cenę (Vale Tudo, 1988) jako Franklin, Boże dopomóż (Deus Nos Acuda, 1992) jako Wagner i Na kartach życia (Páginas da vida, 2004) jako Lucas Azevedo.
9 maja 1994 ożenił się z aktorką Cláudią Mauro (ur. 1969). 28 września 2010 w Rio de Janeiro urodziły się im bliźniaki – córka Carol i syn Pedro.